# 悠派科技
芜湖悠派护理用品科技股份有限公司（新三板除牌前：833977，简称：悠派科技），是一家在中国新三板挂牌上市公司，公司总部位于安徽省芜湖市，主营业务为一次性卫生用品的研发、生产与销售，产品主要面向宠物及失禁人群。
公司成立于2006年7月14日，原名芜湖悠派卫生用品有限公司，2015年7月10日更名为“芜湖悠派护理用品科技股份有限公司”。2015年10月26日，悠派科技在新三板挂牌上市，主办券商为西南证券，总股本为2800.00万股。
2019年，公司实现营业收入5.43亿元，同比增长41%；实现净利润1614.37万元，同比增长31.83%。